# 约翰·米勒
约翰·米勒（英語：John Miller，1903年6月5日—1965年8月1日），美国前男子赛艇运动员。他曾代表美国参加1924年夏季奥林匹克运动会赛艇比赛，获得男子八人单桨有舵手金牌。